# 2016年レッドブル・エアレース・ワールドシリーズ シュピールベルク
座標: 北緯47度13分11秒 東経14度45分53秒 / 北緯47.21972度 東経14.76472度
2016年レッドブル・エアレース・ワールドシリーズ シュピールベルクでは、通算11シーズン目となるレッドブル・エアレース・ワールドシリーズの内、2016年4月23日・24日にオーストリア・シュタイアーマルク州シュピールベルクで行われた2016年シーズン第2戦について述べる。シュピールベルクはレッドブル・エアレースが再開された2014年シーズンから開催地に選ばれており、3シーズン連続であるが、これまでの2度は秋に行われており、春に行われるのは今回が初めてである。会場はF1のレースも行われるレッドブル・リンク。

## 概要
レーストラックは2015年シーズンと同一で、高低差65メートルのコースを木々や障害物に気を付けながら常に高度にも気を配らなければならない。水上レースは、ミスをしても簡単にラインを修正して次のゲートへ向かうことができるが、今回のような内陸コースでは同じようにはいかないため、ミスをするとタイムに大きく影響する。4月のシュピールベルクの平均気温は6.7℃で、機体の温度が上がらないと予想されており、低温を維持できれば好タイムが出ると期待される。地元開催で観衆の期待を一身に背負うハンネス・アルヒ（オーストリア）は2014年は4位、2015年は12位と実力を発揮できなかったが、過去2戦が最終戦と第6戦でチャンピオンシップの行方を左右する試合であったことに比べれば、第2戦である今回はプレッシャーが少ないと考えられる。また、初戦アブダビ戦でラウンド・オブ・14で敗退し、わずか2ポイントしか獲得できなかったマット・ホール（オーストラリア）は、シュピールベルクが自身のキャリアで初優勝した地である（2015年）と共に、ワーストの結果を残した地でもある（2014年）ことに触れながら、「去年と同じことをするだけだ」と熱意を語った。前述のアルヒのほか、隣国出身のマティアス・ドルダラー（ドイツ）、2014年に同地で行われたチャレンジャークラスの最終戦で優勝し、自身のチームに「チーム・シュピールベルク」と名付けているペトル・コプシュタイン（チェコ）が注目選手として挙げられている。
チャレンジャークラスには、第1戦に出場しなかった2名、エアレース史上初の女性パイロットとして注目を集めるメラニー・アストル（フランス）と、クリスチャン・ボルトン（チリ）が今シーズン初出場する。
マスタークラス
フリー練習はポイントランキングの下位から順に行われ、ホール、フアン・ベラルデ（スペイン）、マルティン・ソンカ（チェコ）らが23日の3度目のフリー練習までを通じて好調を見せた一方、ピート・マクロード（カナダ）は2度のフリー練習では不調に終わった。
前日の晴天から一転、雨が降り始め、予選の開始時間が遅れ、時間と共に天気は悪化していった。ベラルデが好調を保ち、過去のシュピールベルク戦を通じて新記録となる55秒803で予選を1位通過した。アブダビで優勝したニコラス・イワノフ（フランス）は風雨の影響で9位となった。
ラウンド・オブ・14では、予選1位のベラルデがオーバーGにより敗退し、新人のピーター・ポドランセック（スロベニア）がラウンド・オブ・8に初進出した。室屋義秀（日本）もオーバーG判定により敗退、室屋はアブダビ戦に続いて今シーズン2戦連続のDNFとなった。室屋はテクニカル・ディレクターに求めていたGを計測する機器の交換が現地入りしてから認められたものの、その調整が間に合わなかったと見られている。
ラウンド・オブ・8でホールが57.752秒の好記録を出したが、対戦相手のマクロードがそれを上回るパーフェクトなフライトをしファイナル4に進出した。ポドランセックはラウンド・オブ・8で自己ベストの記録を出した。ファイナル4では、4人全員がペナルティなし、タイムも1秒未満の差にひしめく中、ドルダラーが初優勝を遂げた。ドルダラーはアブダビ戦で2位だったため、チャンピオンシップポイントでも大きくリードした。

チャレンジャークラス
4月22日に行われたフリー練習では、1度目で4人、2度目では6人全員がスモークが出ていないミスを犯した。23日午前に行われた3度目のフリー練習まで通じて、フロリアン・バーガー（ドイツ）、ダニエル・リファ（スウェーデン）が1位と2位を占めたが、チャレンジャークラスが利用するティンマースドルフに設けられた空港周辺の天候悪化により、予選は中止となった。バーガーが決勝でも好調を維持し、初優勝した。リファ、ボルトン、アストルの3名がパイロンヒットにより3秒のペナルティを受けた。

## マスタークラス

### 予選
| 順 位 | No. | パイロット               | タイム   | ペナルティ |
| ----- | --- | ------------------------ | -------- | ---------- |
| 1     | 26  | フアン・ベラルデ         | 55.803   |            |
| 2     | 22  | ハンネス・アルヒ         | 56.254   |            |
| 3     | 95  | マット・ホール           | 56.498   |            |
| 4     | 9   | ナイジェル・ラム         | 56.803   |            |
| 5     | 21  | マティアス・ドルダラー   | 56.921   |            |
| 6     | 8   | マルティン・ソンカ       | 57.056   |            |
| 7     | 99  | マイケル・グーリアン     | 57.697   |            |
| 8     | 10  | カービー・チャンブリス   | 57.748   |            |
| 9     | 27  | ニコラス・イワノフ       | 57.996   |            |
| 10    | 31  | 室屋義秀                 | 57.286   | +1秒1      |
| 11    | 84  | ピート・マクロード       | 58.350   |            |
| 12    | 12  | フランソワ・ルボット     | 58.432   |            |
| 13    | 18  | ペトル・コプシュタイン   | 58.900   | +2秒2      |
| 14    | 37  | ピーター・ポドランセック | 1:01.314 |            |

- ^1 スモークが出ておらず+1秒のペナルティ[9]（練習中にスモークシステムが故障[18]）
- ^2 ゲート5にて機首の角度違反にて+2秒のペナルティ[9]

### ラウンド・オブ・14
| ヒート | 順位 | パイロット1              | タイム1   | タイム2 | パイロット2            | 順位 |
| ------ | ---- | ------------------------ | --------- | ------- | ---------------------- | ---- |
| 1      | 14   | 室屋義秀                 | DNF1      | 59.616  | マティアス・ドルダラー | 7    |
| 2      | 4    | ピート・マクロード       | 58.760    | 57.439  | ナイジェル・ラム       | 1    |
| 3      | 2    | ニコラス・イワノフ       | 58.272    | 58.938  | マルティン・ソンカ     | 9    |
| 4      | 12   | フランソワ・ルボット     | 1:00.748  | 58.850  | マット・ホール         | 5    |
| 5      | 3    | カービー・チャンブリス   | 58.434    | 59.203  | マイケル・グーリアン   | 10   |
| 6      | 11   | ペトル・コプシュタイン   | 59.550    | 58.946  | ハンネス・アルヒ       | 6    |
| 7      | 8    | ピーター・ポドランセック | 1:02.0472 | DNF31   | フアン・ベラルデ       | 13   |

| 凡例                     | 凡例 |
| ------------------------ | ---- |
| ラウンド・オブ・8進出    |      |
| ノックアウト（敗退）     |      |
| 敗者の中で最速（＝進出） |      |

- ^1 ゲート4にてオーバーGによりDNF判定[10]
- ^2 ゲート12にて水平角度違反により+2秒のペナルティ[10]
- ^3 ゲート4にて水平角度違反により+2秒のペナルティ[10]

### ラウンド・オブ・8
| ヒート | 順位 | パイロット1              | タイム1 | タイム2 | パイロット2            | 順位 |
| ------ | ---- | ------------------------ | ------- | ------- | ---------------------- | ---- |
| 8      | 5    | マット・ホール           | 57.752  | 57.422  | ピート・マクロード     | 2    |
| 9      | 1    | ハンネス・アルヒ         | 57.254  | 57.754  | カービー・チャンブリス | 6    |
| 10     | 3    | マティアス・ドルダラー   | 57.457  | 59.045  | ニコラス・イワノフ     | 7    |
| 11     | 8    | ピーター・ポドランセック | 1:00.88 | 58.731  | ナイジェル・ラム       | 4    |

| 凡例                 | 凡例 |
| -------------------- | ---- |
| ファイナル4進出      |      |
| ノックアウト（敗退） |      |

| 順 位 | No. | パイロット             | タイム | ペナルティ |
| ----- | --- | ---------------------- | ------ | ---------- |
| 1     | 21  | マティアス・ドルダラー | 56.996 |            |
| 2     | 22  | ハンネス・アルヒ       | 57.336 |            |
| 3     | 9   | ナイジェル・ラム       | 57.349 |            |
| 4     | 84  | ピート・マクロード     | 57.598 |            |

| 順 位 | パイロット               | ポイント |
| ----- | ------------------------ | -------- |
| 1     | マティアス・ドルダラー   | 15       |
| 2     | ハンネス・アルヒ         | 12       |
| 3     | ナイジェル・ラム         | 9        |
| 4     | ピート・マクロード       | 7        |
| 5     | マット・ホール           | 6        |
| 6     | カービー・チャンブリス   | 5        |
| 7     | ニコラス・イワノフ       | 4        |
| 8     | ピーター・ポドランセック | 3        |
| 9     | マルティン・ソンカ       | 2        |
| 10    | マイケル・グーリアン     | 1        |
| 11    | ペトル・コプシュタイン   | 0        |
| 12    | フランソワ・ルボット     | 0        |
| 13    | フアン・ベラルデ         | 0        |
| 14    | 室屋義秀                 | 0        |

## チャレンジャークラス

### 決勝
| 順 位 | No. | パイロット             | タイム   | ペナルティ |
| ----- | --- | ---------------------- | -------- | ---------- |
| 1     | 62  | フロリアン・バーガー   | 1:06.350 |            |
| 2     | 48  | ケヴィン・コールマン   | 1:07.143 |            |
| 3     | 17  | ダニエル・リファ       | 1:08.216 | +3秒1      |
| 4     | 5   | クリスチャン・ボルトン | 1:09.161 | +3秒2      |
| 5     | 77  | フランシス・バロス     | 1:09.539 | +2秒3      |
| 6     | 33  | メラニー・アストル     | 1:09.996 | +3秒4      |

- ^1 スタートゲートでパイロンヒットにより+3秒のペナルティ[17]
- ^2 ゲート5でパイロンヒットにより+3秒のペナルティ[17]
- ^3 ゲート9で高度超過により+2秒のペナルティ[17]
- ^4 ゲート11でパイロンヒットにより+3秒のペナルティ[17]

## 第2戦終了後のランキング
| 順 位 | パイロット               | トー タル |
| ----- | ------------------------ | --------- |
| 1     | マティアス・ドルダラー   | 27        |
| 2     | ニコラス・イワノフ       | 19        |
| 3     | ハンネス・アルヒ         | 12        |
| 4     | ピート・マクロード       | 11        |
| 5     | カービー・チャンブリス   | 11        |
| 6     | ナイジェル・ラム         | 9         |
| 7     | フランソワ・ルボット     | 9         |
| 8     | マット・ホール           | 7         |
| 9     | マイケル・グーリアン     | 5         |
| 10    | 室屋義秀                 | 3         |
| 11    | ピーター・ポドランセック | 2         |
| 12    | マルティン・ソンカ       | 1         |
| 13    | フアン・ベラルデ         | 1         |
| 14    | ペトル・コプシュタイン   | 0         |

| 順 位 | パイロット             | トー タル |
| ----- | ---------------------- | --------- |
| 1     | フロリアン・バーガー   | 16        |
| 2     | ケヴィン・コールマン   | 16        |
| 3     | ダニエル・リファ       | 16        |
| 4     | クリスチャン・ボルトン | 4         |
| 5     | ベン・マーフィ         | 4         |
| 6     | フランシス・バロス     | 2         |
| 7     | ルーク・チェピエラ     | 2         |
| 8     | メラニー・アストル     | 0         |